# James Ford (músico)
James Ford (Leek, Staffordshire Moorlands) es un músico, compositor y productor musical inglés.

## Biografía
Fue miembro fundador del grupo Simian y actualmente es miembro de su dúo spin-off Simian Mobile Disco. Él produjo el álbum de los Klaxons, Myths of the Near Future ganador del Mercury Prize, y tres álbumes No. 1 en el Reino Unido de la banda inglesa Arctic Monkeys.
En 2008, trabajó con The Last Shadow Puppets como baterista en el álbum debut The Age of the Understatement, y fueron nominados al Mercury Prize. El álbum se posicionó No.1 en los charts del Reino Unido.
Además de tocar la batería con The Last Shadow Puppets y de participar en el álbum Myths of the Near Future de Klaxons , también toca la guitarra con Arctic Monkeys en la canción "Only Ones Who Know" que forma parte del segundo álbum de la banda Favourite Worst Nightmare. Además de vez en cuando toca los teclados con la banda en vivo

## Discografía
- Fingathing - And the Big Red Nebula Band (2004, coproductor)
- Garden - Round & Round (2005)
- Test Icicles - For Screening Purposes Only (2005)
- Absentee - Schmotime (2006)
- Duels - The Bright Lights and What I Should Have Learned (2006)
- Mystery Jets - Making Dens (2006)
- Arctic Monkeys - Favourite Worst Nightmare (2007)
- The Bumblebeez - Prince Umberto & The Sister of Ill (2007)
- Klaxons - Myths of the Near Future (2007)
- he Lodger - Grown-Ups (2007)
- Simian Mobile Disco - Attack Decay Sustain Release (2007)
- The Last Shadow Puppets - The Age of the Understatement (2008)
- Florence and the Machine - Lungs (album) (2009) (4 pistas)
- Peaches - I Feel Cream (2009)
- Arctic Monkeys - Humbug (2009)
- Simian Mobile Disco - Temporary Pleasure (2009)
- Crocodiles - Sleep Forever (2010)
- Detachments - Detachments (2010)
- Simian Mobile Disco - Delicacies (album)|Delicacies (2010)
- Alex Turner - Submarine  (2011)
- Beth Ditto - Beth Ditto EP (2011)
- Arctic Monkeys - Suck It and See (2011)
- Florence and the Machine - Ceremonials (2011)
- Arctic Monkeys - AM (2013)
- Foals - What Went Down (2015)
- Depeche Mode - Spirit (2016)
- The Last Shadow Puppets - Everything You've Come to Expect (2016)
- Alexandra Savior - Belladonna of Sadness (2017)
- Declan McKenna - What Do You Think About the Car? (2017)
- Everything Everything - A Fever Dream (2017)
- Arctic Monkeys - Tranquility Base Hotel & Casino (2018)
- Gorillaz - The Now Now (2018)
- Gorillaz - Song Machine, Season One: Strange Timez (2020)
- Arctic Monkeys - The Car (2022)
- Depeche Mode - Memento Mori (2023)
- Blur - The Ballad of Darren (2023)
- Pet Shop Boys - NonethelessNonetheless (2024)
- Pulp - More (2025)